# Дикроцелиоз
Дикроцелиоз (лат. dicrocoeliasis) — паразитическое заболевание, вызываемое Dicrocoelium dendriticum (ланцетовидная двуустка) и D.hospes

— плоскими червями класса трематод.
Возбудитель дикроцелиоза представляет собой мелкого червя, паразитирующего в печени и желчных протоках диких копытных животных, крупного рогатого скота и изредка — человека. Длина паразита 5—15 мм, ширина 1,5—2,5 мм
.
Промежуточными хозяевами являются наземные моллюски и муравьи. У муравьев при заражении церкариями паразита наступает паралич челюстей, так что они остаются висеть прикрепленными к траве, с которой их заглатывают жвачные животные.
Заражение человека происходит довольно редко при заглатывании инвазированных муравьев, например, с огородными овощами, ягодами, луговыми травами. Возможны также случаи ложной инфекции при употреблении в пищу недостаточно термически обработанной печени
. В этом случае в стуле больных обнаруживаются яйца паразитов, но после исключения из рациона сырой печени выделение яиц прекращается
.

## Симптомы и признаки
Клинические проявления дикроцелиоза практически идентичны фасциолезу. При лёгкой инфекции симптомы могут отсутствовать. В более тяжелых случаях больные предъявляют жалобы на боли и дискомфорт в правом подреберье, у них может наблюдаться понос, запор, желтушная окраска кожных покровов, потеря веса.
Сообщается о случаях хронической диареи и острой крапивницы, вызванных Dicrocoelium dendriticum.
В анализах крови у больных выявляется повышение количества эозинофилов (характерно для всех глистных инвазий), билирубина, иммуноглобулина Е, изредка — повышение уровня трансаминаз.

## Диагностика
Диагноз дикроцелиоза подтверждается обнаружением в кале яиц паразита. Яйца темно-коричневые, имеют толстую оболочку; размер яиц 0,038—0,045 × 0,022—0,030 мм. Однако, иногда выделение яиц может говорить и о ложной инфекции, в том случае, если яйца попадают в кишечник человека вместе с сырой печенью, употребляемой в пищу. В этом случае необходимо полностью исключить этот продукт из рациона и пересдать анализ спустя несколько дней.

## Патогенез
На самых ранних стадиях заболевания изменения устанавливаются только в системе желчных протоков. В них возникают явления катарального и продуктивного воспаления. Также наблюдается значительное накопление лимфоцитов местного происхождения, возникают очаги местного лимфопоэза.

## Патологоанатомические изменения
Наблюдают паразитарный холангит, выражающийся в появлении под капсулой и на разрезе печени толстых беловатых извитых тяжей пораженных желчных протоков. При интенсивной инвазии возникает билиарный цирроз печени.

## Лечение
Лечение медикаментозное. Высокой эффективностью против паразита обладает триклобендазол (Fasinex®), применяемый в дозе 10 мг/кг однократно
. Возможно также применение празиквантела
.